# Сан Вендемијано
Сан Вендемијано (итал. San Vendemiano) је насеље у Италији у округу Тревизо, региону Венето.
Према процени из 2011. у насељу је живело 8776 становника. Насеље се налази на надморској висини од 44 м.

## Становништво
Према резултатима пописа становништва 2011. у општини је живело 10.080 становника.
| 1931. | 1936. | 1951. | 1961. | 1971. | 1981. | 1991. | 2001. | 2011.  |
| ----- | ----- | ----- | ----- | ----- | ----- | ----- | ----- | ------ |
| 4.876 | 4.828 | 5.033 | 5.778 | 7.421 | 7.660 | 8.140 | 8.776 | 10.080 |

## Партнерски градови
- Нова Горица